# Венецианская компания
Венецианская компания (англ. Venice Company) — английская торговая компания, основанная в 1583 году для монополизации торговли внутри и вокруг венецианских колоний в Средиземном море.
В 1592 году была объединена с Турецкой компанией (1581), чтобы сформировать Левантийскую компанию, с одобрения королевы Елизаветы I. Из доходов Левантийской компании был составлен первоначальный капитал Ост-Индской Компании.

## Образование компании
Венецианская компания была зарегистрирована как торговая компания в 1583 году Томасом Корделлом, Уильямом Гарвеем и Эдвардом Холмденом на 7 лет. Её задача заключалась в обмене товаров английского производства, обычно шерстяных тканей, на восточные товары, особенно специи и шелковые ткани.

## Слияние
В 1592 году, по истечении срока действия обоих уставов Турецкой и Венецианской компаний, королева Елизавета I утвердила хартию о слиянии обеих компаний в Левантийскую компанию, поскольку она стремилась сохранить торговые и политические союзы с Османской империей. Корделл и Пол Бэйнинг перешли в Левантийскую компанию после её образования.